# Anne Cairns
Anne Cairns (geb. 11. Januar 1981) ist eine neuseeländisch-samoanische Kanutin. Sie trat für Samoa bei den Olympischen Sommerspielen 2016 in Rio de Janeiro und den Olympischen Sommerspielen 2020 in Tokio an.

## Leben
Cairns lebt in Palmerston North, Neuseeland, wo sie die Palmerston North Girls’ High School absolvierte. Sie arbeitet als Feuerwehrfrau.

## Karriere
Cairns trainierte ursprünglich für die Olympischen Sommerspiele 2008 in Peking für die neuseeländische Mannschaft. Damals konnte sie sich jedoch nicht qualifizieren.
2016 trat sie dann in den Wettbewerben K1 200 m und 500 m an. In den Vorläufen wurde sie jeweils Letzte.
2020 trat sie erneut an. In den Wettbewerben über 200 m und 500 m kam sie jeweils auf Platz 26, beziehungsweise 24.